# Fort Greely
Fort Greely és una concentració de població designada pel cens dels Estats Units a l'estat d'Alaska. Segons el cens del 2000 tenia 461 habitants.

## Demografia
Segons el cens del 2000, Fort Greely tenia 461 habitants, 126 habitatges, i 112 famílies La densitat de població era d'1,1 habitants/km².
Dels 126 habitatges en un 73,8% hi vivien nens de menys de 18 anys, en un 80,2% hi vivien parelles casades, en un 7,1% dones solteres, i en un 11,1% no eren unitats familiars. En l'11,1% dels habitatges hi vivien persones soles l'11,1% de les quals corresponia a persones de 65 anys o més que vivien soles. El nombre mitjà de persones vivint en cada habitatge era de 3,25 i el nombre mitjà de persones que vivien en cada família era de 3,53.
Per edats la població es repartia de la següent manera: un 38,6% tenia menys de 18 anys, un 16,1% entre 18 i 24, un 43,4% entre 25 i 44, un 2% de 45 a 60 i un 0% 65 anys o més.
L'edat mediana era de 23 anys. Per cada 100 dones hi havia 115,4 homes. Per cada 100 dones de 18 o més anys hi havia 119,4 homes.
La renda mediana per habitatge era de 33.750 $ i la renda mediana per família de 32.969 $. Els homes tenien una renda mediana de 26.544 $ mentre que les dones 21.375 $. La renda per capita de la població era de 12.368 $. Aproximadament l'11,6% de les famílies i el 10,4% de la població estaven per davall del llindar de pobresa.

## Poblacions més properes
El següent diagrama mostra les poblacions més properes.